# AS Bantous
El AS Bantous es un equipo de fútbol de la República Democrática del Congo que juega en la Eufmayi, la liga de fútbol más importante de la región de Mbuyi-Mayi.

## Historia
Fue fundado en el año 1961 en la ciudad de Mbuyi-Mayi y han ganado la Linafoot, la liga de fútbol más importante de la República Democrática del Congo en 1 ocasión, en la época de la desaparecida Zaire, periodo en el cual fue el más exitoso de su historia, aunque no juegan en la Linafoot desde la temporada 2011.
También fue finalista de la Copa de Congo en 1 ocasión en el año 1994, en la cual fue derrotado por el DC Motema Pembe y han ganado la desaparecida liga regional LIFKOR en 1 ocasión.
A nivel internacional han participado en 3 torneos continentales, en los cuales nunca han superado la segunda ronda.

## Palmarés
- Linafoot: 1

1995
- LIFKOR: 1

2010
- Copa de Congo: 0
  - Finalista: 1

1994

## Participación en competiciones de la CAF
| Temporada | Torneo                            | Ronda | Club           | Casa  | Visita | Global  |
| --------- | --------------------------------- | ----- | -------------- | ----- | ------ | ------- |
| 1994      | Copa CAF                          | 1     | Mukura Victory | 2-1   | 0-0    | 2-1     |
| 1994      | Copa CAF                          | 2     | 1º de Maio     | 4-2   | 1-5    | 5-7     |
| 1996      | Copa Africana de Clubes Campeones | 1     | APR FC         | 1-0   | 0-2    | 1-2     |
| 1997      | Copa CAF                          | 1     | Aslad Moundou  | 1-1   | 2-2    | 3-3 (a) |
| 1997      | Copa CAF                          | 2     | KCC            | w.o.1 | 0-1    | 0-1     |

1- El AS Bantous abandonó el torneo.